# 石洪
石洪（?—?），唐朝官员，字浚川，其先祖姓乌石兰，后以石为氏。
石洪有好品行，举明经，担任黄州录事参军，罢任回到东都，十余年隐居不出。公卿多次推荐，都没有应举。乌重胤镇守河阳，求贤人来加强自己的声望，有人推荐石洪，乌重胤说：“他无求于人，其肯为我来吗？”于是写信送财物相邀，石洪也以为乌重胤知道自己，故欣然到来。乌重胤高兴他能前来，礼遇他。后皇帝诏书召为昭应县尉、集贤校理。